# Streptocaulon wallichii
Streptocaulon wallichii är en oleanderväxtart som beskrevs av Robert Wight. Streptocaulon wallichii ingår i släktet Streptocaulon och familjen oleanderväxter. Inga underarter finns listade i Catalogue of Life.